# Петров-Водкин, Кузьма Сергеевич
Кузьма́ (Козьма́) Серге́евич Петро́в-Во́дкин (24 октября [5 ноября] 1878, Хвалынск, Саратовская губерния, Российская империя — 15 февраля 1939, Ленинград, СССР) — российский и советский живописец, график, теоретик искусства, драматург, писатель и педагог, заслуженный деятель искусств РСФСР (1930).

## Биография

### Детство, учёба в Хвалынске и Самаре
Кузьма Сергеевич Петров-Водкин родился 24 октября [5 ноября] 1878 года в городе Хвалынске Саратовской губернии Российской империи, в семье сапожника. Отец будущего художника, Сергей Фёдорович (1848—1916), свою двойную фамилию унаследовал от деда Петра, чьё прозвище «Водкин», закрепилось за потомками. Мать Кузьмы Сергеевича, Анна Пантелеевна (1857/1859—1941), из бывших крепостных крестьян, работала прислугой в семье богатых хвалынских купцов. Через неё он встретился с народной поэзией и народным творчеством. Полуграмотная женщина была «духовно настолько богатой, что сын в течение всей жизни… находил в ней главного советчика, друга исповедника» — переписка с ней фактически заменила ему дневник.
К годам учёбы в начальном четырёхклассном городском училище относятся первые литературно-художественные увлечения одарённого мальчика: «благодаря хорошему учителю» он наизусть знал многое из «Евгения Онегина» и «Бориса Годунова», сам сочинял стихи. В 12-летнем возрасте Кузьма знакомится с двумя местными иконописцами, у которых он мог наблюдать за всеми этапами создания иконы, и пробует самостоятельно писать иконы и пейзажи масляными красками. В 1893 году 14-летний Кузьма окончил хвалынскую начальную школу и, проработав лето в судоремонтных мастерских, отправился осенью в Самару поступать в железнодорожное училище, но провалился. В итоге оказался в классах живописи и рисования Ф. Е. Бурова. Здесь он получил первые систематические уроки живописи, впервые познакомился по фотографиям и гравюрам с творчеством профессиональных художников. Однако в апреле 1895 года Буров скончался и образование осталось незаконченным. Позднее Петров-Водкин отмечал: «До окончания нашего пребывания у Бурова мы ни разу не попытались подойти к натуре, благодаря чему не получали настоящей ценности знаний». К этому периоду поверхностного обучения и «сумбурного самообразования» будущего художника относится его встреча с А. М. Горьким — юноша принёс ему свою поэму на темы религиозно-философских идей Л. Н. Толстого и получил от писателя отповедь, о которой впоследствии вспоминал: «этот момент подействовал на меня отрезвляюще».

### Годы овладения профессией (1895—1904)
Не получив профессии, Петров-Водкин вернулся на родину, где ему помог случай. Летом 1895 года в Хвалынск приезжал на отдых известный петербургский архитектор Роман Фёдорович Мельцер — к своей знакомой, купчихе и меценатке Юлии Ивановне Казариной, для которой он проектировал новый особняк. Мать юноши, работавшая горничной у сестры Казариной, показала архитектору рисунки своего талантливого сына, и они произвели на Мельцера столь сильное впечатление, что он не только посоветовал Петрову-Водкину ехать учиться в Петербург, но и принял большое участие в его дальнейшей судьбе. Не менее ценной стала и помощь Ю. И. Казариной, назначившей Кузьме Сергеевичу небольшую денежную субсидию, которую выплачивала ему регулярно в течение почти 10 лет, не считая иных затрат (к марту 1900 года её расходы на обучение Петрова-Водкина составляли около двух тысяч рублей).
С сентября 1895 года Петров-Водкин учился в петербургском Центральном училище технического рисования Штиглица, а летом 1897 года, получив согласие Мельцера и Казариной, он переехал в Москву и поступил в Московское училище живописи, ваяния и зодчества, где учился у В. А. Серова, Н. А. Касаткина, К. Н. Горского. К первым годам профессионального обучения относится ранний автопортрет художника.
Постоянная зависимость от субсидии Ю. И. Казариной периодически вызывала у молодого художника желание покончить с этим унизительным положением («я так изуродовал себя этими подачками»). Но это не помешало Кузьме Сергеевичу годы спустя с глубокой печалью отозваться на преждевременную смерть Юлии Ивановны: «…у меня самые нежные и чистые воспоминания об этой прекрасной женщине и человеке, который играл большую роль в моём воспитании… которую я уважал всем сердцем со дня встречи с ней и до дня смерти».
Стремясь обрести материальную независимость и пользуясь любой возможностью помочь матери, в 1899 году взявшей к себе на попечение детей своего умершего брата, Петров-Водкин в 1900—1901 годах подрабатывал художественным проектированием и лепкой изразцов на гончарном заводе Н. П. Сорохтина в селе Всехсвятском под Москвой, различными заказами, получаемыми через Мельцера, а также частными уроками. Сблизившись в годы учёбы с товарищами по МУЖВЗ — Павлом Кузнецовым и Петром Уткиным, — в августе 1902 года он выезжал с ними в Саратов расписывать церковь Казанской Божией Матери (в 1904 году эти росписи были уничтожены по решению окружного суда как неканонические).
В 1903—1904 годах Петров-Водкин работал над крупным заказом — 5-метровым майоликовым панно «Богоматерь с Младенцем» для фасада строящейся по проекту Р. Ф. Мельцера церкви Спаса Целителя Ортопедического института доктора Вредена в Александровском парке на Петроградской стороне. Для того, чтобы перевести эскиз панно в майолику, Кузьма Сергеевич был командирован в июле 1904 года в Лондон, где картину выполнили на керамической фабрике «Дультон» (англ. «Royal Doulton»). При участии художника панно было установлено на фасаде церкви в ноябре 1904 года.
Художественно-оформительские заработки позволили Петрову-Водкину в апреле—июле 1901 года совершить свою первую поездку за границу, в Мюнхен, где он больше месяца занимался в широко известной частной художественной школе А. Ажбе. В 1897—1904 годах Петров-Водкин регулярно принимал участие в выставках-аукционах МУЖВЗ; окончил Училище в 1904 году.

### Заграничные поездки (1905—1908)
С октября 1905 по февраль 1906 года Петров-Водкин путешествует по Италии: Венеция, Милан, Флоренция, Рим, Неаполь, Генуя. Как он вспоминал много лет спустя, в Италии «происходит моя зарядка и закваска в смысле понимания всего исторического прошлого живописи»;  «Я начал с Италии, где работал в сущности мало: там я выбрал себе любимчиков, которых и чту и уважаю до сих, которые меня поучают всю жизнь» (среди своих «любимчиков» Петров-Водкин называл Леонардо да Винчи, Джованни Беллини, Рафаэля, Джорджоне).
Встреча с многочисленными классическими произведениями античного, раннехристианского, готического и, главным образом, ренессансного искусства не только усилили в художнике творческое вдохновение, но и проявили недостаточность профессионального мастерства, полученного в Петербурге и Москве.
Желая в полной мере приобщиться к классической европейской живописи и выйти на уровень её новейших достижений, Петров-Водкин решается на более длительное пребывание за границей. В мае 1906 года он на несколько лет уезжает в Париж, где начинает заниматься в частной академии Коларосси. В апреле—июне 1907 года художник совершает путешествие по Северной Африке — в Алжир и Тунис, создав большой цикл работ на совершенно новом для себя зрительном материале: «...два с половиной месяца африканских прошли для меня как сказочный сон, и это впечатление не забудется, и я чувствую, что это было необходимо, полезно мне по части живописи — я почти забыл мои серые краски» . В Салоне Марсова поля весной 1908 года Петров-Водкин представил картины из африканского цикла: «Танец одалиски» («Арабский танец») и «Семья кочевников» («Африканская семья»).
В ноябре 1906 года Кузьма Сергеевич встретился с 20-летней Маргаритой Йованович (1886—1960), полусербкой-полубельгийкой по происхождению, вскоре ставшей его женой — Марией Фёдоровной Петровой-Водкиной (Марой, как он её называл). Встреча произошла в пансионе её матери, Жозефины Йованович, в Фонтене-о-Роз под Парижем. Первые годы они состояли в гражданском браке, а венчались 28 августа 1910 года в Хвалынске.
На Осенний парижский салон 1908 года Петров-Водкин послал две свои картины: «Берег» и «Колдуньи» (вторую из них он вскоре уничтожил). По возвращении в Россию художник представил публике в январе 1909 года целый ряд своих работ на двух выставках — в «Салоне» С. К. Маковского в Петербурге (часть «парижского» и «африканского» циклов) и на московской выставке русских и французских художников «Золотое руно» (картины «Берег», «Версаль», «В Люксембургском саду» и др.). В ноябре 1909 года в редакции только что открывшегося журнала «Аполлон» состоялась первая в России персональная выставка Петрова-Водкина.
О полученных зарубежных уроках живописи он подробно рассказал в своей статье «Путь художника» (1936), но итог этих лет подвёл весьма сдержанно:

 «Я много рисовал в академиях. Кажется, нет той позы человеческой фигуры, которая не была бы зарисована в моих альбомах... И вот в конце концов, с невероятным трудом, я выдавливаю из себя „Кафе“, а немного позднее „Берег“ и „Колдуньи“ — первые выставленные мною в салонах Парижа вещи. <…> и в Африке, и в Париже я ещё был художником неопределившимся. Настоящая работа начинается в России».— К. С. Петров-Водкин.

### Обретение стиля (1910—1917)
Возвращение в Россию усиливает поиски художником собственного живописного языка. Вскоре Петров-Водкин создаёт картину «Сон» (1910), ставшую не только первой вехой в формировании его индивидуального стиля, но и получившую громкий общественный резонанс. Показанная на выставке Союза русских художников, она вызвала резкое («хулиганское», по словам Петрова-Водкина) письмо Ильи Репина, опубликованное 2 марта 1910 года в газете «Биржевые ведомости»: «Критикам искусства. Письмо в редакцию». Увидев в картине проявление декадентства и вызов демократическому реализму, Репин назвал Петрова-Водкина «безграмотным рабом», «неучем» (приняв за работы художника не только «Сон», но и произведения других новых московских художников), подражающим «недоучкам» Матиссу и Гогену. В защиту Петрова-Водкина выступили Александр Бенуа: «Художественные письма. Выставка „Союза“. Статья 2-я» («Речь», 1910, 5 марта) и Лев Бакст: «Открытое письмо И. Е. Репину» («Биржевые ведомости», 1910, 6 марта), оценившие в картине «Сон» прежде всего «целостность и благородство формы, методичность и строгость рисунка и композиции». Полемика продолжалась несколько месяцев. Сам художник в письме Л. А. Радищеву охарактеризовал свою картину не в общественном её значении, а как этап в становлении своей живописи: «верю в нарождение самого себя, в опрощение языка в ней — аксессуаров и цвета».
Впрочем, позднее, уже в 1930-е годы, он отметит, что картина «Сон» была реакцией на «политический момент», как желание автора в символической форме передать охватившее русское общество оцепенение и при этом в «веерообразном расположении фигур» дать зрителю ощущение готовности к пробуждению.
В 1911 году Петров-Водкин создаёт ещё одну этапную картину — «Мальчики» («Играющие мальчики»). В статье «Путь художника» он признавался: «Я не боюсь сознаться в любых моих промахах и любых заимствованиях. <…> Возможно, что Матисс был моим вдохновителем при работе над „Играющими мальчиками“», имея ввиду очевидную связь своего полотна с матиссовским панно «Танец» (1910). При этом символическое содержание «Мальчиков» было сугубо индивидуальным и отражало восприятие художником конкретного исторического момента:

 «…странно сказать, что „Мальчики“ — это результат смерти Серова и Врубеля: она написана как похоронный марш на их смерть. Как будто ничего общего эта картина со смертью не имеет. Но дело вот в чём: умерли большие мастера — обеднела страна, чувствуешь одиночество <…> и как звон этого настроения, как ответ: „А всё-таки мы пробудим жизнь, а всё-таки жизнь придёт к своим безошибочным источникам“. Я так объясняю содержание этой картины».— К. С. Петров-Водкин (1933).
С конца 1910 года Петров-Водкин стал членом вновь созданного объединения «Мир искусства», той же осенью начал преподавать в частной художественной школе-студии Е. Н. Званцевой в Санкт-Петербурге (сменив Леона Бакста, высланного из столицы), а с октября 1911 года по сентябрь 1912 года преподавал и на художественных курсах Общества взаимного вспомоществования русских художников (замещая художника А. Ф. Максимова).
В 1910—1915 годы Петров-Водкин много работает над росписями храмов и в эти же годы создаёт ряд картин, в которых прослеживается связь с заново открытой в те годы русской иконописью — прежде всего это «Купание красного коня» (1912), «Мать» (1913) и «Девушки на Волге» (1915) — картины, определившие стиль его дореволюционной живописи.
Летом 1914 года Петров-Водкин совершает поездку на Кавказ — во Владикавказ, Тифлис, Батум, Новый Афон, Сочи и той же весной покупает в окрестностях Хвалынска заброшенный сад под строительство своей дачи-мастерской. В первые два года войны художник посвящает много времени и средств на расчистку сада, углубление прудов, проектирование, строительство и обустройство дачи, которую он назвал «Красулинка». В мае 1916 года Петров-Водкин посетил Ферапонтовский монастырь, где изучал фрески Дионисия — для предстоящей росписи церкви в г. Бари (Италия) по заказу архитектора А. В. Щусева.
В ноябре 1916 года решением военной комиссии Петров-Водкин был направлен из Хвалынска в лейб-гвардии Измайловский полк в Петрограде, где, находясь на полуказарменном положении и проходя строевую подготовку, работал над своей «военной картиной» — «На линии огня». Восторженно встретив дни «Великого Переворота», Февральскую революцию, он надеялся вскоре вернуться в Хвалынск: «Бог даст, сдадутся немцы, летом и приехать можно будет на милую Красулинку. Тем более итальянская моя работа теперь в неопределённом положении, и неизвестно, когда состоится поездка туда». В апреле 1917 года Петрова-Водкина зачислили в маршевую роту для отправки на фронт, но батальонный комитет отменил это решение и оставил его в столице, как занимающего ответственный пост в петроградском Совете по делам искусств, возглавляемом М. Горьким. 2 июня 1917 года он пишет матери: «…с конца апреля не был я в полку, да и некогда — задёргали разные советы, заседания, и никогда я ещё так не уставал».
Предчувствия военного и революционного периодов и романтика первых лет революции причудливо соединилась в его творчестве с идеализмом художественного мышления. Петров-Водкин сумел найти оригинальные способы символической трактовки изобразительного пространства, отсюда его теория сферической перспективы и взаимодействия трёх основных цветов: красного, синего и жёлтого как выражения «философских категорий бытия». Эти принципы художник наглядного продемонстрировал во многих картинах и акварелях предреволюционного времени, прежде всего в «Мальчиках» и «Купании красного коня».

### Работа в послереволюционное десятилетие (1918—1928)
В 1917—1918 годах Петров-Водкин был одним из реорганизаторов Высшего художественного училища при Академии художеств. 30 января 1918 года Совет Академии избрал его профессором по живописному отделению (совместно с К. А. Сомовым, А. И. Савиновым и В. И. Шухаевым. 13 апреля 1918 года декретом Совнаркома Академия художеств была упразднена, а к осени Училище было преобразовано в Петроградские Государственные свободные художественно-учебные мастерские (ПГСХУМ). В этом учебном заведении, ещё несколько раз менявшем своё название, Петров-Водкин преподавал до 5 октября 1932 года, покинув его из-за резкого ухудшения здоровья. Помимо основной работы на живописном отделении в ПГСХУМ, в 1919 году он преподавал на курсах Мастерских сценических постановок Театрального отдела Наркомпроса РСФСР. Тогда же Петров-Водкин стал и одним из членов-учредителей Вольной философской ассоциации (Вольфила, 1919—1924).
После семи лет спокойного преподавания в частной школе-студии Званцевой, не мешавшего выполнению художником постоянных заказов, масштабные усилия, которые в послереволюционные годы Петров-Водкин прилагал к становлению высшей художественной школы (подготовка и отстаивание новой программы обучения на живописном отделении, участие в многочисленных дискуссиях, чтение лекций в Академии и других учреждениях, непосредственная работа с учениками), хронически отрывали его от главной профессиональной деятельности — живописи. В декабре 1923 года он пишет матери: «Думаю на праздниках побывать в Москве, найти подзаработать что-либо. Вообще положение художника отвратительное — вместо работы по живописи окаянное профессорство. Сбыта и спроса никакого, а болтовни хоть отбавляй. Очень трудно и болезненно наша Родина находит свой жизненный путь…»
Однако именно в этот переломный период рождаются многие из лучших работ Петрова-Водкина: в 1918 году он пишет один из самых запоминающихся своих автопортретов и целую серию натюрмортов, выразивших его новое ощущение пространственных отношений в живописи; в 1920 году создаёт классическое полотно «Петроградская мадонна» («1918 год в Петрограде»), в 1923 году продолжает военную тему картиной «После боя», переосмысливает метафору красного коня в работе «Фантазия» (1925).
Летом 1921 года Петров-Водкин в составе экспедиции Академии истории материальной культуры выезжал в Самарканд для обследования состояния архитектурных памятников, где написал картину «Шах-и-Зинда» и цикл самаркандских этюдов. По значению для своего творческого развития он сравнивал эту поездку с путешествием в Северную Африку. «Солнце в этой стране совершенно разбудило меня. Я уже давно не работал так, как сейчас; особенно в последние дни, которые провожу здесь, я охвачен жаждой работы, мне недостаёт часов, чтобы сделать наброски всего, что хотелось бы выполнить».
Эта поездка дала материал и для литературного творчества Петрова-Водкина — в 1923 году из печати вышла его книга «Самаркандия». К 1923 году относятся и несколько работ художника для росписи фарфора.
1 октября 1922 года в семье Петрова-Водкина произошло долгожданное событие — рождение дочери Елены: «я был наполовину человеком, не испытав этого… уж рисовал её несколько раз» — пишет он матери две недели спустя. Летом 1924 года он получает в Академии художеств годичную командировку за свой счёт «с научной и художественной целью в Западную Европу» для ознакомления с системой зарубежного художественного образования, и втроём — с женой и маленькой дочерью они выезжают через Ригу во Францию, где Марии Фёдоровне предстояло лечение. Петров-Водкин рассчитывал получить в Париже заказы и обеспечить семью продажей картин, но в первые полгода не заработал ничего.  В связи с материальными трудностями под мастерскую он использовал гостиничный номер в парижской гостинице, а для жены с дочерью удалось снять квартиру в Версале. В декабрьских письмах к художнику Г. Я. Скулме и коллекционеру Ф. Ф. Нотгафту он так охарактеризовал художественную обстановку в Париже:

 «До невероятия здесь много русских, особенно на Montparnasse`е, и потому — как в провинции — все друг друга знают и мешают. Трудно уединиться. Вообще в Париже уйма иностранцев и в сущности есть не французское искусство, а искусство во Франции: японцы, русские и немцы. <…> Кризис спроса на живопись — сказывается мировой кризис — это утешительно для нас в России, но ещё больше убедился здесь, что в этом виновата сама живопись — она отстала от эмоций, науки и мышления, она профессионально щекочет нас, профессионалов, но не действует на массы».
«К выставке ещё не готов: работаю много, а надо бы в десять раз больше, ибо условия без мастерской и без денег плохи. Montparnasse — это болото. Французы нас с женой разочаровали, и если бы не необходимость весеннего лечения для М. Ф., и если бы я ещё не надеялся всё-таки серьёзно поработать над живописью — я бы ускорил возвращение домой».— К. С. Петров-Водкин.
В начале 1925 года картины художника начали покупать французские коллекционеры, он пишет портреты итальянской актрисы Пеньо, дирижёра С. А. Кусевицкого, хотя ему не приходится отказываться и от работ над афишами для кинотеатров, о нём пишут парижские газеты, но в июле он с семьёй возвращается в Ленинград. До этого, весной 1924 года, 7 работ Петрова-Водкина, включая «Портрет Анны Ахматовой», экспонировались на Выставке русского искусства в Нью-Йорке, «Портрет Ахматовой», «Портрет жены» и другие его картины были включены в состав передвижной выставки советского искусства в Японии (1926—1927: Харбин — Токио — Аомори — Осака — Нагоя).
С осени 1925 года (после возвращения из Парижа) по конец 1927 года Петров-Водкин с семьёй жили в Шувалове под Ленинградом. В 1925 году он вошёл в состав членов-учредителей объединения «Четыре искусства», на выставке объединения 1926 года в Москве экспонировались его новые картины: «За самоваром», «Ленушка в кровати», «В Шувалове».
Преподавание в бывшем училище Академии художеств (в эти годы переименованном во ВХУТЕИН) при назначенном партийном ректоре Э. Э. Эссене осложнилось. В письмах 1926 года к своему недавнему ученику, художнику П. К. Голубятникову, Кузьма Сергеевич сетует: «В Академии серая муть <…> Ставка на лодыря-болтуна и на бездарную ремесленность», «В Академии чепуха. Заварен большой пустой горшок, а крупу забыли — молодёжи придётся расхлёбывать. Отделение моё работает всерьёз и как бельмо на глазу». Петров-Водкин высказывается против введённой практики контролирования работы профессоров студентами, в 1928 году ввиду ликвидации индивидуальных преподавательских мастерских (под лозунгом «борьбы за единый метод преподавания») доказывает, что это привело к нивелировке художественного мышления студентов, и настаивает на возврате к прежней системе обучения.
Весной 1927 года Петров-Водкин начинает работу над картиной «Смерть комиссара», которая подведёт итог послеоктябрьскому десятилетию и станет одним из центральных произведений всего творчества художника. Перед этим он выступал в Академии с новаторским докладом «Общий обзор культуры живописи», вызвавшим большую критику, на которую Петров-Водкин готовит тезисы «Мой ответ». На обороте одного из листов 30 марта записывает: «Думал, грустил сегодня под аккомпанемент картины „Смерть комиссара“».

### Последние годы жизни (1929—1939)
С конца 1928 года состояние здоровья Петрова-Водкина серьёзно ухудшается, в феврале 1929 года у него обнаруживают туберкулёз лёгких, обострение не выявленного ранее процесса. Врачи запрещают художнику заниматься живописью, и он предпринимает ряд попыток интенсивного лечения, чтобы вернуться в профессию. В сентябре-ноябре лечится в Крыму и начинает работать над первой книгой автобиографической прозы, которую завершает в 1930 году («Хлыновск» вышел из печати в начале 1931 года).
4 ноября 1930 года постановлением Совета Народных Комиссаров К. С. Петрову-Водкину присваивают звание заслуженного деятеля искусств РСФСР, с 1 февраля 1931 года назначают персональную пенсию. Болезнь не отступала, но художник ещё некоторое время продолжает преподавать и лишь 5 октября 1932 года окончательно оставляет работу в бывшем училище Академии художеств (вновь переименованном — в Институт живописи, скульптуры и архитектуры).
В апреле 1932 года Петров-Водкин участвует в конференции художников в Москве, связанной с созданием единого Союза советских художников, в августе его избирают первым председателем правления только что созданного Ленинградского отделения Союза советских художников (ЛОССХ). Весной 1933 года выходит в свет вторая книга его воспоминаний («Пространство Эвклида», по титульному листу — 1932).
Художник начинает писать третью книгу, но вскоре оставляет её, так как некоторое улучшение состояния здоровья вновь позволило ему заниматься живописью. Вначале он работает над групповым портретом писателей (Алексей Толстой, Константин Федин, Вячеслав Шишков, Андрей Белый), с которыми в то время жил по соседству в Детском селе. От этой незавершённой работы (1932—1934), в композицию которой он ввёл затем и А. С. Пушкина, остались эскиз картины (1933, РГАЛИ) и этюд — портрет Андрея Белого. В дальнейшем художник сосредоточился исключительно на образе Пушкина, создав к Всесоюзной пушкинской выставке портрет-картину «А. С. Пушкин в Болдине» (1937), но после того, как жюри выставки отклонило эту картину, Петров-Водкин уничтожил её, разрезав на куски. Другой его портрет великого поэта, «Пушкин в Петербурге» (1937), хранится в московском Музее А. С. Пушкина. В 2018 году специалисты Русского музея обнаружили ещё один пушкинский портрет работы Петрова-Водкина под верхним слоем другой его картины, эскиза «Колхозницы» (1937—1939), — художник отверг и этот вариант, а в одном из черновиков 1936 года записал: «Пушкину не повезло в изоискусстве, ибо он сам величайший мастер образа и его трудно дополнить».
В середине 1934 года художник создает «Портрет В. И. Ленина», в котором тоже проходит тема Пушкина: именно его книги занимают ближний план картины, и, вероятно, именно его поэтические строки преломляются в расфокусированном и совсем не радостном взгляде вождя революции.
В том же, 1934 году Петров-Водкин создаёт картину «1919 год. Тревога», ставшую одной из вершин его позднего творчества и удивительным образом предвестившую «ощущение неотвратимости беды», которое в тот момент времени посетило ещё немногих, но станет всеобщим в 1937 году. На одном из вечеров встреч, в декабре 1936 года, Петров-Водкин, подчеркнуто трактуя эту картину в контексте событий 17-летней давности, уклончиво отмечает: «Должен сказать, что „Тревога“ для меня очень нежная картина… мне удалось полюбить людей, которые там изображены».
Одна из последних картин художника, «Новоселье» (1937), по мнению художника и искусствоведа М. К. Кантора, «показывает, как было после ареста, как пролетарии вселялись в квартиру репрессированных интеллигентов. Пёстрая толпа людей, которым прежде никак не попасть было в такую обстановку — богатый паркет, высокие потолки, вид на Неву, — привыкает к обстановке. <…> В центре картины сидит хозяин в белой рубахе, уверенный в себе человек. Лицо у него восточного типа, волевое и неподвижное, он носит усы и курит трубку. Это не вполне Сталин, вероятно, имеется в виду симбиоз Сталина и Ленина».
К. С. Петров-Водкин скончался от туберкулёза 15 февраля 1939 года в Ленинграде в возрасте 60 лет. 16 февраля в память о художнике и друге Павел Кузнецов написал:

 «Это был мастер, преданный своему делу, пламенный, прямолинейный, глубокий. Будучи связан с ним ещё с детских лет, я с чувством уважения отмечаю, что он эти черты пронёс через всю жизнь свою и через всё искусство своё. Со школьных лет К. С. всегда искал новых изобразительных путей, много думал над вещами, прежде чем написать их. Он подвергал свои работы тщательному анализу, будучи от природы не только художником, но и мыслителем».— Памяти художника К. С. Петрова-Водкина / «Известия», 16 февраля 1939 г.
К. С. Петров-Водкин похоронен на Литераторских мостках Волковского кладбища.
После смерти Петрова-Водкина его жена была вынуждена продавать его произведения, чтобы прокормить себя и дочь.
Дочь — Елена Дунаева.

## Творчество

### Станковая и монументально-декоративная живопись
Искусство Петрова-Водкина не только многогранно, но и «открыто противоречиво», что отразило разнородность и противоречивость истоков его становления. Мастер, получивший первые художественные впечатления от иконописи и провинциального изобразительного фольклора, в процессе учёбы умеренно воспринявший влияние академической традиции, в большей степени испытал в своём формировании разнообразные воздействия модерна, а затем дополнил их самостоятельно выбранным ориентиром — искусством раннего Ренессанса. Даже после обретения собственного стиля и создания «Купания красного коня» (1912) амплитуда творческих колебаний художника остаётся настолько широкой, что «рядом с холстами монументально-декоративного характера, не лишёнными известной стилизации (например, „Девушки на Волге“, 1915), возникают психологизированные образы в „оболочке“ почти натуралистической формы („На линии огня“, 1916)».
Противоречивый характер изобразительной манеры Петрова-Водкина обусловлен и его параллельной работой в творчестве литературном, которое не только способствовало усилению символизма в его живописи, но и наполнило её обострённым социальным содержанием, размышлениями художника «о путях и судьбах России и русского народа… о гармонии человеческой личности». Эти размышления и сформировавшаяся у Петрова-Водкина к 1917 году философско-теоретическая концепция «науки видеть» реализовались в создании им специфической художественной системы — организации символического изобразительного пространства по принципу «сферической» (или «наклонной») перспективы, возводящей сюжетно-тематическое содержание картины в «планетарную степень». При этом в ряду работ Петрова-Водкина, выполненных в последовательно выраженной системе «сферической» перспективы, «Смерть комиссара» (1928), картина особой сюжетно-тематической наполненности, соседствует с фактически бессюжетной «Весной» (1935), что может быть рассмотрено как противоречие или вести зрителя к познанию более глубоких, внутренних взаимосвязей этих работ в «планетарном» мироощущении художника.
В число основных монументально-декоративных работ Петрова-Водкина входят: 
- росписи «Каин убивает своего брата Авеля» и «Жертвоприношение Авеля» в церкви Василия Златоверхого в Овруче (октябрь 1910)[98];
- работа над эскизом к росписи «Распятие» для Крестовоздвиженской церкви в Хвалынске (конец 1912; церковь не сохранилась)[99];
- роспись «Благовещение» в Морском соборе г. Кронштадта (весна 1913; «Работа очень интересная, на самом видном месте, и величина Богородицы и Ангела около шести аршин»[100];
- работа над эскизами витража «Троица» и икон «Преображение», «Рождество», «Крещение», «Вход в Иерусалим» для Троицкого собора в городе Сумы Харьковской губернии (сентябрь 1914 – июнь 1915)[101];
- работа над эскизом для росписи церкви в г. Бари по заказу А. В. Щусева[102] (осень 1916; осуществлению заказа помешала война)[103];
- роспись четырёх панно для украшения Театральной площади в Петрограде к 1-й годовщине Октябрьской революции: «Степан Разин», «Василиса Премудрая», «Микула Селянинович», «Жар-птица» (осень 1918; с группой из 13 учеников)[104].

### Драматургия и сценография
В театральном творчестве Петров-Водкин поначалу выразил себя как драматург. Его пьеса «Жертвенные» (1902—1905) была поставлена в марте 1906 года в Передвижном театре П. П. Гайдебурова — сначала в Петербурге, затем была показана в других городах России. Как отмечала Е. Н. Селизарова, пьеса, «отражая веру в высокое назначение искусства, человека-творца, была написана сложным языком, отличалась несколько декларативной формой»; К. С. Петров-Водкин высоко ценил творчество М. Метерлинка и признавался: «в России меня даже упрекали в подражании ему в моих первых вещах».
Вторую свою пьесу, «Звенящий остров», начатую в 1902 году (первая редакция), Петров-Водкин неоднократно переделывал вплоть до 1918 года. В 1906 году её новый вариант он предлагал Гайдебурову, но постановка не состоялась; в 1908 году пьеса была переведена на французский язык под названием «d`lle Vitrante» и осенью предполагалась к постановке в парижском театре «L`Oevre» (транскрипция Петрова-Водкина). Над третьей пьесой, «Легенда пустыни. Три утра», художник работал в 1907 году, во время своей североафриканской поездки.
Литературно-драматургическое восприятие сценических образов отчасти затрудняло Петрову-Водкину его последующие театральные работы в качестве художника-декоратора. В своей статье «По поводу работы над „Женитьбой Фигаро“» (1935) он пояснил эту специфическую трудность: «...при ознакомлении с пьесой мне всякий раз начинает казаться, что в ней настолько всё выразительно и закончено в слове, что в живописных пояснениях она, пожалуй, и не нуждается».
Первой его «серьёзной» сценографической работой стал спектакль «Орлеанская дева» Ф. Шиллера в театре Незлобина (декорации, костюмы), поставленный в Москве в сентябре 1913 года (реж. Н. Н. Званцев). «Центральной картиной трагедии Шиллера я сделал сцену войны. С лёгкой руки газетчиков эту декорацию назвали „пожаром войны“. На эту „войну“ за её насыщенность цветовыми контрастами и блеском среди них серебряных лат Жанны д`Арк и сыпались главным образом и порицания, и похвалы», — писал художник в 1935 году.
Лишь десятилетие спустя, в 1923 году, Петров-Водкин вновь выступил как художник-декоратор: в спектакле «Дневник Сатаны» по Л. Андрееву, поставленном в Петроградском государственном театре драмы (реж. Г. Г. Ге), и в работе над эскизами декораций и костюмов к пушкинскому «Борису Годунову» для постановки в Большом драматическом театре в 1924 году (спектакль не осуществлён). В 1926 году он работал для Ленинградского государственного театра драмы над эскизами декораций для спектакля по роману Ф. М. Достоевского «Братья Карамазовы» (не осуществлён).
Последней театральной работой Петрова-Водкина стало создание декораций и костюмов «Женитьбы Фигаро», поставленной в декабре 1935 года в Ленинградском театре драмы (реж. В. Ф. Дудин). Пьеса Бомарше «изяществом и стройностью композиции» напоминала Петрову-Водкину картины Ватто. Он вновь, сначала как драматург, воспринимает её своеобразие: «Заразительное веселье и остроумие искрятся в ней <…> и на протяжении всей пьесы сохранено чисто французское чувство комедийного такта, не переходящее ни в грубый шарж, ни в психологический драматизм». И лишь затем формирует в своей работе зрительные образы:

 «По настойчивому указанию Бомарше, действие „Женитьбы Фигаро“ происходит в Испании, даже точнее — близ Севильи. Этому указанию автора я и следовал в произведённой мною работе по оформлению. Испанский стиль мною изображён в его средневековых основах, с привходящими влияниями искусства мавров. И только в последнем акте, уже как влияние французского искусства, мною дана декорация боскетного сада. Этот же порядок стиля выдержан и в костюмах действующих лиц».— К. С. Петров-Водкин.

### Книжная графика
В интервью 1936 года Петров-Водкин отмечал по поводу книжной работы, что «погрешил на этом поприще немало», но многих выполненных книжных иллюстраций у него нет, в том числе около 15 акварелей для книги избранных произведений М. Горького, среди которых художник особо выделял иллюстрации к рассказу «Страсти-мордасти».
В числе ранних работ художника в книжной графике — иллюстрации 1914 года к изданию своей детской фантастической повести «Аойя. Приключения Андрюши и Кати в воздухе, под землёй и на земле», а также новые рисунки к ней, подготовленные им в 1922 году (переиздание не было осуществлено). В 1923 году он оформляет другую свою книгу — сборник путевых очерков «Самаркандия», в начале 1930-х — две книги воспоминаний: «Хлыновск» и «Пространство Эвклида».
Среди других книг, оформленных Петровым-Водкиным: альманахи «Скифы» (Пг.: Скифы, 1918; обложка, титул), «Коза Дереза» (Пг.: Мысль, 1924), «Снегурочка» (Пг.: Мысль, 1924), «Присказки» С. Федорченко (Л.—М.: Радуга, 1924), «Загадки» С. Маршака (Л.—М.: Радуга, 1925), «Христофор Колумб» Е. Бахановской (Л.: ГИЗ, 1926).

### Прозаические произведения
В своём творчестве К. С. Петров-Водкин выступил также и как писатель, создав ряд произведений в жанрах художественной прозы для детей, путевых очерков, воспоминаний:
- Поездка в Африку // «На рассвете», вып. 1, Казань, 1910. (путевые очерки)
- Аойя. Приключения Андрюши и Кати в воздухе, под землёй и на земле[124]. — СПб.: Грядущий день, 1914. — 116 с. (фантастическая повесть для детей c иллюстрациями автора)
- Самаркандия. Из путевых набросков 1921 г. — Пг.: Аквилон, 1923. — 50 с. (с иллюстрациями автора)
- Хлыновск[125]. Моя повесть. — Л.: Издательство писателей в Ленинграде, 1930. — 350 с. (с иллюстрациями автора);
- Пространство Эвклида. Моя повесть. — Л.: Издательство писателей в Ленинграде, 1932. — 340 с. (с иллюстрациями автора)

## Критика
Творчество Петрова-Водкина не раз подвергалось современниками весьма жёсткой и несправедливой критике. Помимо вызвавших бурную общественную полемику оскорбительных высказываний Репина (1910), весьма нелицеприятно публично отозвался о книге «Пространство Эвклида» Максим Горький в статье «О прозе» (1933): «Кузьма Петров-Водкин выдумывает так плохо, что верить ему невозможно», «он человек всесторонне малограмотный», а его книга является «вместилищем словесного хлама». Кузьма Сергеевич хладнокровно отреагировал на это в письме Андрею Белому: «Залихватская статья Алексея Максимовича, напоминающая лузг семечек под гармошку, ещё больше подзадоривает меня к работе».
Художник Константин Сомов, присутствовавший на открытии выставки «Мир искусства» 25 января 1918 года, выразил своё резкое неприятие коллеги и его живописи в дневнике, впоследствии опубликованном: «Петров-Водкин всё тот же скучный, тупой, претенциозный дурак. Всё то же несносное сочетание неприятных чистых голубого, зелёного, красного и кирпичного тона».
Другой «мирискусник», Михаил Нестеров, высоко оценил автобиографическую прозу Петрова-Водкина: «Этот живописец, а не литератор, нашёл такой верный, мягкий и живой тон в повести о себе, о своих близких, деревенских, простых, но хороших людях. Читаешь — их видишь, с ними живёшь, ихними радостями радуешься, их горем горюешь». Однако и Михаил Васильевич нашёл критические слова в адрес своего собрата по живописному цеху: «Недавно вышла вторая его книга, не менее живая, яркая и свежая — „Пространство Эвклида“, — прочти, там много интересного про нашего брата и о многом другом. Писания его пером куда выше писания его кистью».
После смерти художника эмоции отошли в прошлое, но его искусство периодически подвергается критическому пересмотру. К примеру, некоторые работы Петрова-Водкина были восприняты как содержащие эротизм. Среди картин Петрова-Водкина немало изображений обнажённой натуры, но это было обычной практикой как для его современников, так и для художников предшествующих поколений — Матисс, Модильяни, Ренуар, Дега, А. Иванов, Брюллов — независимо от их принадлежности к академическому или авангардному искусству.

## Произведения
См. Список работ Кузьмы Петрова-Водкина.
Крупнейшая коллекция произведений Петрова-Водкина хранится в Русском музее (Санкт-Петербург), значительные собрания — в Третьяковской галерее (Москва) и Хвалынском художественно-мемориальном музее (филиале Саратовского художественного музея имени А. Н. Радищева). Работы художника также представлены в Одесском художественном музее, Латвийском национальном художественном музее (Рига), Коллекции Дома-музея Максимилиана Волошина (Коктебель) и в других музеях.

## Ученики
- Аб, Павел Ефимович (1902—1974)
- Асламазян, Мариам Аршаковна (1907—2006)
- Белаковская, Виктория Марковна (1901—1965)
- Викулов, Василий Иванович (1904—1971)[133]
- Голубятников, Павел Константинович (1891—1942)[134]
- Горб, Владимир Александрович (1903—1988)
- Деблер, Александр Адольфович (1908—1981)
- Дмитриев, Владимир Владимирович (1900—1948)
- Дормидонтов, Николай Иванович (1898—1962)[135]
- Захарьян, Рубен Агасьевич (1901—1993)
- Зернов, Алексей Иванович (1891—1942)[136]
- Калмыков, Сергей Иванович (1891—1967)
- Купреянов, Николай Николаевич (1894—1933)
- Лаппо-Данилевский, Александр Александрович (1898—1920)[137]
- Лизак, Израиль Львович (1905—1974)
- Малагис, Владимир Ильич (1902—1974)
- Орешников, Виктор Михайлович (1904—1987)
- Павлов, Семён Андреевич (1893—1941)[138]
- Пестинский, Борис Владимирович (1901—1943)
- Порет, Алиса Ивановна (1902—1984)
- Приселков, Сергей Васильевич (1892—1959)[139]
- Прошкин, Анатолий Николаевич (1907—1986)
- Прошкин, Виктор Николаевич (1906—1983)
- Самохвалов, Александр Николаевич (1894—1971)[140]
- Скулме, Уго Яковлевич (1885—1963)[141]
- Соколов, Пётр Иванович (1892—1937)[142][143]
- Фролова-Багреева, Лидия Фёдоровна (1907—1997)
- Чупятов, Леонид Терентьевич (1890—1941)[144]
- Шмидт, Александр Владимирович (1911—1987)
- Шур, Яков Михайлович (1902—1993)[145]
- Якобсон, Александра Николаевна (1903—1966)[146]

## Адреса

### Хвалынск
- 1905—1916 — ул. Дворянская, дом родителей художника[147] (ныне: ул. Ленина, д. 208 — Дом-музей К. С. Петрова-Водкина).

### Санкт-Петербург — Петроград — Ленинград
- осень-зима 1904 — Карповка, 27 (дом Р. Ф. Мельцера)[148];
- декабрь 1908 — начало 1909 — Каменноостровский проспект, 3/33, кв. 88[149];
- 1909 год — доходный дом И. Б. Лидваль — Каменноостровский проспект, 1;
- конец 1909 — лето 1911 — Васильевский остров, Средний проспект, 56, кв. 12 (мастерская)[150];
- с осени 1911 — 14-я линия, 73, кв. 12[151];
- с августа 1913 — 18-я линия, 15, кв. 10[152];
- 1915—1924 — 18-я линия, 9, кв. 22[153];
- конец 1927 — 02.1936 — бывший Лицей — Детское Село, Комсомольская улица, 2; кв. 6[154];
- 02.1936 — 15.02.1939 — дом Рабочего жилищно-строительного кооперативного товарищества работников искусств — Кировский проспект, 14, кв. 20[155] (мемориальная доска).

### Москва
- 1897 — Луков переулок, дом Яковлева, кв. 11[156];
- 1898 — Просвирин переулок, 7, кв. 1[157].

### Париж
- 1906 — 59, Bd Montparnasse (Hôtel de la Marine)[106];
- 1906 — 18, rue Falguere (Passage Dulac)[158];
- 1907 — 17, rue Gassendi[159];
- 1908 — 6, rue Boissonnade (квартира); 132, Bd Montparnasse (мастерская)[160].

## Память
- Почтовый блок из серии «100 лет со дня рождения К. С. Петрова-Водкина (1878—1939)». 1978В 1968 году была выпущена почтовая марка в серии «Государственный Русский музей» с репродукцией картины Петрова-Водкина «Тревога» (1934).
- В 1978 году была выпущена юбилейная серия почтовых марок и блок «100 лет со дня рождения К. С. Петрова-Водкина (1878—1939)» с репродукциями картин художника: «Купание красного коня» (1912), «1918 год в Петрограде» (1920), «Смерть комиссара» (1928), «Розовый натюрморт» (1918), «Утренний натюрморт» (1918), «Автопортрет» (1918)[161].
- В 1987 году открыта мемориальная доска на д. 14 по Каменноостровскому проспекту в Петербурге (скульптурное решение — Е. Н. Ротанов)[162].
- В 2004 году Самарскому художественному училищу было присвоено имя К. С. Петрова-Водкина[163].
- На родине художника, в Хвалынске, в честь художника названа улица и картинная галерея, входящая в состав Художественно-мемориального музея К. С. Петрова-Водкина[164], в 2016 году в центре города установлен памятник К. С. Петрову-Водкину работы скульптора А. А. Щербакова[165].

- Надгробный памятник К. С. Петрову-Водкину. Литераторские мостки Волкова кладбища в Санкт-Петербурге
- Мемориальная доска К. С. Петрова-Водкина на доме № 14 по Каменноостровскому проспекту, Санкт-Петербург
- Памятник К. С. Петрову-Водкину, Хвалынск

- Картины на почтовых марках
- «1919 год. Тревога»
- «Купание красного коня»
- «1918 год Петрограде»
- «Смерть комиссара»
- «Розовый натюрморт»
- «Утренний натюрморт»